# Egzozodijačka prašina
Egzozodijačka prašina je ekstrasolarni analog zodijačke prašine, zrna amorfnog ugljika i silikatne prašine veličine od 1 do 100 mikrometara, a koja ispunja ravninu Sunčeva sustava, osobito unutarnji dio asteroidnog pojasa. Kao i za zodijačku prašinu, ova zrna vjerojatno su proizvod rasplinjavajućih kometa, kao i od srazova većih roditeljskih tijela poput asteroida. Oblaci egzozodijačke prašine često su sastavnice diskova ostataka koji su detektirani oko zvijezda glavnog niza putem njihove emisije viška infracrvenog. Po konvenciji, egzozodijačka prašina odnosi s na najunutarnje i najvruće djelove diskova ostataka koji se nalaze unutar par astronomskih jedinica od zvijezde. Oblici oblaka egzozodijačke prašine mogu pokiazati dinamični utjecaj ekstrasolarnih planeta i moguće ukazati na nazočnost tih planeta.   
Budući da se nalazi blizu zvijezdina nastanjivog područja, egzozodijačka prašina može biti važni izvor šuma za pokušaje oslikavanja terestričkih planeta.

## Primjeri zvijezda s egzozodijačkom prašinom
- 51 Ophiuchi
- Fomalhaut[2][3]
- Tau Ceti[3][4]
- Vega